# Selección de fútbol sub-23 de Lituania
La Selección de fútbol sub-23 de Lituania es el equipo que representa al país en los torneos como la Eurocopa Sub-21, y es controlada por la Federación Lituana de Fútbol.

## Participaciones

### Eurocopa Sub-21
| UEFA U-21 Championship record | UEFA U-21 Championship record | UEFA U-21 Championship record | UEFA U-21 Championship record | UEFA U-21 Championship record | UEFA U-21 Championship record | UEFA U-21 Championship record | UEFA U-21 Championship record | UEFA U-21 Championship record |          |
| Año                           | Ronda                         | J                             | G                             | E                             | P                             | GF                            | GC                            | GD                            |          |
| ----------------------------- | ----------------------------- | ----------------------------- | ----------------------------- | ----------------------------- | ----------------------------- | ----------------------------- | ----------------------------- | ----------------------------- | -------- |
| 1996                          | No clasificó                  | No clasificó                  | No clasificó                  | No clasificó                  | No clasificó                  | No clasificó                  | No clasificó                  | No clasificó                  |          |
| 1998                          | No clasificó                  | No clasificó                  | No clasificó                  | No clasificó                  | No clasificó                  | No clasificó                  | No clasificó                  | No clasificó                  |          |
| 2000                          | No clasificó                  | No clasificó                  | No clasificó                  | No clasificó                  | No clasificó                  | No clasificó                  | No clasificó                  | No clasificó                  |          |
| 2002                          | No clasificó                  | No clasificó                  | No clasificó                  | No clasificó                  | No clasificó                  | No clasificó                  | No clasificó                  | No clasificó                  |          |
| 2004                          | No clasificó                  | No clasificó                  | No clasificó                  | No clasificó                  | No clasificó                  | No clasificó                  | No clasificó                  | No clasificó                  |          |
| 2006                          | No clasificó                  | No clasificó                  | No clasificó                  | No clasificó                  | No clasificó                  | No clasificó                  | No clasificó                  | No clasificó                  |          |
| 2007                          | No clasificó                  | No clasificó                  | No clasificó                  | No clasificó                  | No clasificó                  | No clasificó                  | No clasificó                  | No clasificó                  |          |
| 2009                          | No clasificó                  | No clasificó                  | No clasificó                  | No clasificó                  | No clasificó                  | No clasificó                  | No clasificó                  | No clasificó                  |          |
| 2011                          | No clasificó                  | No clasificó                  | No clasificó                  | No clasificó                  | No clasificó                  | No clasificó                  | No clasificó                  | No clasificó                  |          |
| 2013                          | No clasificó                  | No clasificó                  | No clasificó                  | No clasificó                  | No clasificó                  | No clasificó                  | No clasificó                  | No clasificó                  |          |
| 2015                          | No clasificó                  | No clasificó                  | No clasificó                  | No clasificó                  | No clasificó                  | No clasificó                  | No clasificó                  | No clasificó                  |          |
| 2017                          | No clasificó                  | No clasificó                  | No clasificó                  | No clasificó                  | No clasificó                  | No clasificó                  | No clasificó                  | No clasificó                  |          |
| 2019                          | En juego                      | En juego                      | En juego                      | En juego                      | En juego                      | En juego                      | En juego                      | En juego                      | En juego |
| Total                         | 0/12                          |                               |                               |                               |                               |                               |                               |                               |          |

## Entrenadores
| Nombre                 | País      | Desde | Hasta |
| ---------------------- | --------- | ----- | ----- |
| Stasys Danisevičius    | Lituania  | 1994  | 1995  |
| Stasys Stankus         | Lituania  | 1995  | 1999  |
| Eugenijus Riabovas     | Lituania  | 2000  | 2001  |
| Algimantas Liubinskas  | Lituania  | 2002  | 2002  |
| Virginijus Liubšys     | Lituania  | 2003  | 2004  |
| Vitalijus Stankevičius | Lituania  | 2004  | 2006  |
| Saulius Širmelis       | Lituania  | 2006  | 2006  |
| Igoris Pankratjevas    | Lituania  | 2007  | 2007  |
| Šenderis Giršovičius   | Lituania  | 2008  | 2008  |
| Valdas Ivanauskas      | Lituania  | 2009  | 2009  |
| Vitalijus Stankevičius | Lituania  | 2009  | 2011  |
| Mindaugas Neoras       | Lituania  | 2011  | 2011  |
| Vitalijus Stankevičius | Lituania  | 2011  | 2012  |
| Mindaugas Neoras       | Lituania  | 2012  | 2012  |
| Arminas Narbekovas     | Lituania  | 2013  | 2015  |
| Antanas Vingilys       | Lituania  | 2015  | 2016  |
| Carit Falch            | Dinamarca | 2017  |       |